# Pietro Durazzo (1560-1631)
Pietro Durazzo a été le 93e doge de Gênes du 2 mai 1619 au 2 mai 1621.